# Oblężenie Narbony
Oblężenie Narbony – starcie zbrojne, które miało miejsce w roku 436 w trakcie walk Rzymian z Gotami. 
W roku 433 Aecjusz Flawiusz odzyskał utracone wcześniej z rąk Walentyniana III stanowiska, uzyskując dodatkowo tytuł patrycjusza. Następnie wkroczył do Galii, gdzie w latach 435-436 toczył walki z Burgundami. W tym czasie Teoderyk I w roku 436 uderzył ze swoją armią na pozycje Rzymian, podchodząc pod Narbonę. Goci rozpoczęli oblężenie miasta. Na pomoc obrońcom Aecjusz wysłał swojego dowódcę Litoriusza, który na czele oddziałów rzymskich i posiłków huńskich przedarł się do Narbony, dostarczając mieszkańcom żywność. Po tym sukcesie Litoriusz wydał Wizygotom bitwę pod miastem, całkowicie ich rozbijając. Walki z Wizygotami trwały do 439 roku, w którym to zawarto rozejm. Rzymianie utrwalili swojej panowanie na zajętych terenach.  